# Lopezia semeiandra
Lopezia semeiandra är en dunörtsväxtart som beskrevs av Plitmann, Raven och Breedlove. Lopezia semeiandra ingår i släktet enmansblommor, och familjen dunörtsväxter. Inga underarter finns listade i Catalogue of Life.